# Делменхорст
Делменхорст (њем. Delmenhorst) град је у њемачкој савезној држави Доња Саксонија. Посједује регионалну шифру (AGS) 3401000.

## Географски и демографски подаци
Град се налази на надморској висини од 7 метара. Површина општине износи 62,4 km². У самом граду је, према процјени из 2010. године, живјело 74.751 становника. Просјечна густина становништва износи 1.199 становника/km².

## Међународна сарадња
| Мјесто       | Држава    | Врста сарадње | Од    |
| ------------ | --------- | ------------- | ----- |
| Борисоглебск | Русија    | партнерство   | 1994. |
| Лублин       | Пољска    | партнерство   | 1992. |
|              | Француска | партнерство   | 1976. |
| Колдинг      | Данска    | партнерство   | 1979. |
| Извор        |           |               |       |

## Галерија
- Делменхорст око 1647. године